# Ludovic Giuly
Ludovic Giuly (ur. 10 lipca 1976 w Lyonie, Francja) – piłkarz francuski, reprezentant Francji, który grał na pozycji pomocnika lub napastnika.

## Kariera klubowa
Pierwsze kroki jako zawodowy piłkarz, Giuly stawiał w wieku 18 lat w zespole Olympique Lyon. Sprowadzony w 1998 do AS Monaco przez Jeana Tiganę szybko rozwinął swe umiejętności, tym bardziej że miał okazję dostawać wskazówki od innej legendy francuskiego futbolu, Didiera Deschampsa. Z AS Monaco związany był od 1997 roku, aż do 2004, zdobywając tytuł Mistrza Francji oraz Puchar Ligi Francuskiej. Grając w zespole z Księstwa został po raz pierwszy powołany na mecze reprezentacji Francji. Niezwykle udany na europejskiej arenie był sezon 2003/2004 w którym AS Monaco zagrało w finale Ligi Mistrzów. Zespół Giuly’ego musiał wówczas uznać wyższość portugalskiego zespołu FC Porto.
W najbliższym oknie transferowym po przegranym finale Ligi Mistrzów Giuly otrzymał propozycję z FC Barcelona. Kontrakt z klubem z Katalonii podpisał 28 czerwca 2004, a zadebiutował 20 lipca 2004 r. Między innymi dzięki jego fantastycznej grze na skrzydle i w ataku Barcelona zdobyła tytuł Mistrza Hiszpanii w sezonie 2004/2005 oraz 2005/2006. W tym samym sezonie Barça zwyciężyła Ligę Mistrzów, gdzie Giuly walnie się do tego przyczynił zdobywając decydującego gola w 1/2 finału z AC Milan.
31 lipca 2012 roku podpisał roczny kontrakt z pierwszoligowym FC Lorient. W maju 2013 roku zakończył karierę. Aktualnie gra w amatorskim klubie Monts d'Or Azergues Foot.
| Sezon   | Klub                | Kraj      | Rozgrywki  | Mecze | Bramki | Rozgrywki Europy   | Mecze | Bramki |
| ------- | ------------------- | --------- | ---------- | ----- | ------ | ------------------ | ----- | ------ |
| 1994/95 | Olympique Lyon      | Francja   | Division 1 | 8     | 0      | –                  | –     | –      |
| 1995/96 | Olympique Lyon      | Francja   | Division 1 | 36    | 4      | Liga Europy UEFA   | 6     | 1      |
| 1996/97 | Olympique Lyon      | Francja   | Division 1 | 37    | 16     | –                  | –     | –      |
| 1997/98 | Olympique Lyon      | Francja   | Division 1 | 19    | 1      | Liga Europy UEFA   | 10    | 5      |
| 1997/98 | AS Monaco           | Francja   | Division 1 | 12    | 1      | –                  | –     | –      |
| 1998/99 | AS Monaco           | Francja   | Division 1 | 32    | 8      | Liga Europy UEFA   | 6     | 2      |
| 1999/00 | AS Monaco           | Francja   | Division 1 | 33    | 5      | Liga Europy UEFA   | 7     | 2      |
| 2000/01 | AS Monaco           | Francja   | Division 1 | 30    | 7      | Liga Mistrzów UEFA | 6     | 0      |
| 2001/02 | AS Monaco           | Francja   | Division 1 | 11    | 2      | –                  | –     | –      |
| 2002/03 | AS Monaco           | Francja   | Ligue 1    | 36    | 11     | –                  | –     | –      |
| 2003/04 | AS Monaco           | Francja   | Ligue 1    | 30    | 13     | Liga Mistrzów UEFA | 10    | 4      |
| 2004/05 | FC Barcelona        | Hiszpania | Liga BBVA  | 29    | 11     | Liga Mistrzów UEFA | 6     | 1      |
| 2005/06 | FC Barcelona        | Hiszpania | Liga BBVA  | 29    | 5      | Liga Mistrzów UEFA | 8     | 1      |
| 2006/07 | FC Barcelona        | Hiszpania | Liga BBVA  | 27    | 3      | Liga Mistrzów UEFA | 11    | 2      |
| 2007/08 | AS Roma             | Włochy    | Serie A    | 32    | 6      | Liga Mistrzów UEFA | 9     | 1      |
| 2008/09 | Paris Saint-Germain | Francja   | Ligue 1    | 34    | 9      | Liga Europy UEFA   | 4     | 0      |
| 2009/10 | Paris Saint-Germain | Francja   | Ligue 1    | 31    | 3      | –                  | –     | –      |
| 2010/11 | Paris Saint-Germain | Francja   | Ligue 1    | 35    | 4      | Liga Europy UEFA   | 5     | 1      |
| 2011/12 | AS Monaco           | Francja   | Ligue 2    | 27    | 3      | –                  | –     | –      |
| 2012/13 | FC Lorient          | Francja   | Ligue 1    | 17    | 1      | –                  | –     | –      |

## Kariera reprezentacji
W kadrze narodowej w 2003 grał na turnieju o Puchar Konfederacji, który Francuzi wygrali. Giuly został powołany do kadry reprezentacji Francji na EURO 2004, ale z gry na turnieju wyeliminowała go kontuzja.
Ze wzrostem 164 cm, Giuly jest jednym z najniższych piłkarzy w drużynie. Francuz najlepiej czuje się na pozycji prawego skrzydłowego, ale często gra także w ataku.
Jego boiskowe przezwiska to: „Ludo”, „Mały książę Monako”.

## Osiągnięcia
AS Roma
- 2007/2008 Superpuchar Włoch

FC Barcelona (Hiszpania)
- 2005/2006 Liga Mistrzów
- 2005/2006 Mistrzostwo
- 2005/2006 Superpuchar Hiszpanii
- 2004/2005 Mistrzostwo

AS Monaco (liga francuska)
- 2000/2001 Mistrzostwo
- 2002/2003 Puchar Ligi Francuskiej

Reprezentacja Francji
- 2003 Puchar Konfederacji